# 裴星茹
裴星茹（1998年10月11日—），中国女子摔跤运动员，2014年夏季青年奥运会女子自由式60公斤级银牌得主、2018年亚洲摔跤锦标赛女子自由式57公斤级金牌得主、2018年亚洲运动会女子自由式57公斤级银牌得主。